# Rafael Humberto Moreno-Durán
Rafael Humberto Moreno Durán, también conocido por sus siglas R. H. Moreno Durán (Tunja, 7 de noviembre de 1945-Bogotá, 21 de noviembre de 2005), fue un novelista, cuentista, ensayista y dramaturgo colombiano, considerado en su país como uno de los escritores más importantes del siglo XX, y uno de los más notables de todos los tiempos. Entre sus obras principales se encuentran la trilogía «Fémina Suite» (compuesta por Juego de damas, El toque de Diana y Finale capriccioso con Madonna) y la obra de teatro «Cuestión de hábitos», con la que ganó el premio «Ciudad de San Sebastián». Colaboró con diferentes publicaciones, entre ellas los diarios El País de Madrid y La Vanguardia de Barcelona, así como la dirección de la edición hispanoamericana de la revista Quimera.

## Biografía
Rafael Humberto Moreno Durán nació el 7 de noviembre de 1945 en la ciudad de Tunja, Colombia. A los tres años se radica en Bogotá con su familia. En 1965 ingresa a estudiar Derecho y Ciencias Políticas en la Universidad Nacional de Colombia. 
En 1969 publica su primer texto literario titulado «Lautréamont, un prolegómeno de la rebelión» en la revista Eco y en 1972 termina la redacción de su primer libro, De la barbarie a la imaginación. Al año siguiente se muda a la ciudad de Barcelona donde se dedica por completo a la producción literaria. Un año después comienza la primera parte de su trilogía Femina Suite, El toque de Diana la cual tardaría dos años en terminar. En 1978 es nombrado miembro del consejo de redacción de la revista Camp de l'Arpa y funda junto con otros escritores el PEN Club de escritores Latinoamericanos en Europa.
En octubre de 1985 participa en el III Congreso Internacional de Escritores en Lengua Castellana y es nombrado miembro de la Junta Permanente. En 1987 su novela Los felinos del Canciller queda finalista del Premio Nadal, y meses después obtiene el Premio Nacional de Cuento; ese mismo año regresa a vivir a su natal Colombia. El año siguiente inicia una gira de conferencias por 17 universidades de Estados Unidos.
En 1991 aparece en la televisión colombiana con el programa Palabra Mayor, en el que entrevista a importantes figuras de la escena literaria latinoamericana como Ernesto Sabato, Adolfo Bioy Casares, Enrique Molina, José Donoso, Jorge Edwards, Octavio Paz, Carlos Fuentes, Sergio Pitol, Augusto Monterroso, Álvaro Mutis, Juan Goytisolo, Manuel Vázquez Montalbán, Fernando Savater y Mario Benedetti, entre otros. El mismo año se casa con Mónica Sarmiento Duque en Bogotá. En 1996, prologa "María, de Jorge Isaacs, para la colección "Biblioteca familiar de literatura colombiana", de la Presidencia de Colombia.
En 1999 un grupo de catedráticos, críticos y escritores convocados por la Revista Semana califica Femina Suite como una de las cinco novelas colombianas más importantes del siglo XX. 
En enero de 2004 su obra Cuestión de Hábitos obtiene el Premio Ciudad de San Sebastián. En junio dicta conferencias en las universidades de Friburgo y Berna y una en el Palacio de las Naciones en Ginebra. En agosto se le diagnostica un carcinoma. En abril del año siguiente la Universidad Nacional de Colombia publica una selección de ensayos sobre su obra: R.H. Moreno-Durán, Valoración Múltiple: Fantasía y Verdad.

## Muerte
El 21 de noviembre de 2005 fallece en la Clínica Reina Sofía de la ciudad de Bogotá a causa de un cáncer de esófago, dos semanas después de su cumpleaños. Después de su muerte fue publicada Desnuda sobre mi cabra.

## Obra publicada
Novela
- Juego de damas, 1977, primera parte de la trilogía Fémina suite
- El toque de Diana, 1981, segunda parte de la trilogía Fémina suite
- Finale capriccioso con madonna, 1983, tercera parte de la trilogía Fémina suite
- Los felinos del canciller, 1987[2]
- El caballero de La invicta, 1993[4]
- Mambrú, 1996
- Fémina suite: 1977-1997, 1997, edición conmemorativa
- Camus, la conexión africana, 2003
- Donde las paralelas se encuentran, 2003, edición conjunta de: Los felinos del canciller y El caballero de La invicta

Ensayos
- De la barbarie a la imaginación, 1976
- Juan García Ponce: la escritura como pasión y liturgia, 1991
- William Styron: o, el drama del gran sur norteamericano, 1991
- Taberna in fábula, 1991
- Como el halcón peregrino: la augusta sílaba, 1995
- El capítulo inglés, 1997
- Denominación de origen: la experiencia leída (momentos de la literatura colombiana), 1998
- Pandora, 2000
- El Festín de los conjurados: literatura y transgresión en el fin de siglo, la experiencia leída, 2000, premio nacional de literatura, género ensayo, 1998
- Beatriz González ni que hubiera regresado el séptimo de caballería: dos películas de indios en función doble, 2002
- Mujeres de Babel -la experiencia leída- : voluptuosidad y frenesí verbal en James Joyce, 2004
- Fausto: el infierno tan leído, 2005

Libros de cuento
- Metropolitanas, 1986
- Cartas en el asunto, 1995[5]
- El humor de la melancolía, 2001
- La suerte contraria y otros cuentos, 2002

Obras de teatro
- Cuestión de hábitos, 2004, premio ciudad de San Sebastián

Póstumos
- Desnuda sobre mi cabra, 2005
- El hombre que soñaba películas en blanco y negro, 2016

## Premios y reconocimientos
- Premio Nacional de Cuento
- Premio nacional de literatura, género ensayo, 1998
- Finalista Premio Nadal y Rómulo Gallegos.
- Orden de Palabrero (2005)
- Gran Orden Ministerio de Cultura
- Premio Nacional de Literatura Libros y Letras (2005)
- Premio Kutxa Ciudad de San Sebastián (2004)
- Orden de la Libertad - Gobernación de Boyacá